# Гурій (Кузьменко)
Архієпи́скоп Гу́рій (справжнє ім'я Кузьме́нко Сергій Олександрович) (нар. 11 серпня 1964, Дебальцеве, УРСР) — архієпископ, архієрей УПЦ МП на спочинку. Тезоіменитство — 17 жовтня.

## Біографія
Сергій Олександрович Кузьменко народився 11 серпня 1964 року в місті Дебальцеве Донецької області в родині робітника. У 1979 році закінчив загальноосвітню школу. Того ж року вступив до Дебальцевського технікуму залізничного транспорту, який закінчив у 1983 році. Працював оглядачем вагонів в депо «Дебальцеве-Пасажирське» і ревізором пасажирського відділу Дебальцевського відділення Донецької залізниці.
У вересні 1984 року вступив до Одеської духовної семінарії, а потім 1987-го — до Московської духовної академії, яку закінчив у 1991 році. Ніс послух у Відділі зовнішніх церковних зносин як референт заступника Голови.
21 червня 1990 року прийнятий послушником до Московського Свято-Данилового монастиря в Росії, а 2 липня того ж року був пострижений у чернецтво з нареченням імені Гурій на честь святителя Гурія, архієпископа Казанського.
15 липня 1990 року Гурія висвячено у сан ієродиякона, а 28 липня — в сан ієромонаха. З жовтня 1991 по жовтень 1992 року ніс послух у Російській духовній місії в Єрусалимі.
28 листопада 1992 повертається в Україну, де підсилив москвофільське чернецтво Успенської Києво-Печерської Лаври і призначений помічником намісника обителі. 9 грудня 1992 року — клірик Донецької єпархії УПЦ МП, 5 січня 1993 року призначений секретарем цієї ж єпархії.
19 січня 1993 року возведений у сан ігумена, згодом призначений настоятелем Свято-Миколаївського кафедрального собору Донецька і благочинним 1-го Донецького округу. 12 лютого 1993 року возведений у сан архімандрита.
13 березня 1994 року архімандрит Гурій був призначений настоятелем Успенського храму Донецька. 28 червня 1994 року був відрахований за штат з правом переходу до іншої єпархії і поновився в числі братії Успенської Києво-Печерської Лаври.

### Архієрейське служіння
31 липня 1994 року архімандрит Гурій був хіротонізований в єпископа Житомирського і Новоград-Волинського УПЦ (МП).
З вересня 1995 року владика Гурій викладає догматичне богослов'я в Київській духовній семінарії. Захистив дисертацію на тему «Пастирство святителя Ігнатія, єпископа Кавказького і Чорноморського», отримав вчений ступінь кандидата богослов'я.
З листопада 2001 року — член Вченої Ради КДАіС.
23 квітня 2002 року синод УПЦ МП призначенив Гурія головою Синодального відділу у справах молоді.
21 квітня 2007 року возведений у сан архієпископа.
10 лютого 2011 року синод УПЦ МП відправив Гурія на спочинок «за станом здоров'я».

## Погляди і праці

### Богословські праці
- Пастирство святителя Ігнатія, єпископа Кавказького і Чорноморського (кандидатська дисертація)

### Інтерв'ю
- Епископ Житомирский и Новоград-Волынский ГУРИЙ:. «Православная Церковь — это Церковь и нового поколения»[недоступне посилання з липня 2019]
- Епископ Житомирский и Новоград-Волынский Гурий: «Вечные истины христианства торжествуют над веяниями эпох»

### Звернення, промови, доповіді
- Слово архімандрита Гурія (Кузьменка) при нареченні його в єпископа Житомирського і Новоград-Волинського (1994)
- Епископ Житомирский и Новоград-Волынский ГУРИЙ. «Вечные истины христианства торжествуют над веяниями эпох» (2003)[недоступне посилання з липня 2019]

### Сайти
- Біографія на офіційному сайті УПЦ

| Петро Могила | Це незавершена стаття про православного релігійного діяча чи діячку. Ви можете допомогти проєкту, виправивши або дописавши її. |